# Zanthoxylum myriacanthum
Zanthoxylum myriacanthum är en vinruteväxtart som beskrevs av Nathaniel Wallich och Joseph Dalton Hooker. Zanthoxylum myriacanthum ingår i släktet Zanthoxylum och familjen vinruteväxter. Utöver nominatformen finns också underarten Z. m. pubescens.